# Vörös szarumoszat
A vörös szarumoszat (Ceramium virgatum) a vörösmoszatok (Rhodophyta) törzsébe és a Florideophyceae osztályába tartozó faj.

## Előfordulása
A vörös szarumoszat valamennyi európai tengerparton megtalálható. Sok alakban ismert. Algagélek előállítására rendszeresen gyűjtik.

## Megjelenése
A vörös szarumoszat finom, gazdagon elágazó, sejtfonalas felépítésű, vörösesbarna, sötétvörös színű, 5-25 centiméter magas vörösmoszat. A teleptestet alkotó fonalak szabályosan elhelyezkedő sötét, sűrűn sejtes, gyűrűszerű csomókra és világosabb köztes részekre tagolódnak. Ez a mintázat már szabad szemmel is felismerhető. A fonalak csúcsukon villásan elágaznak, a villaágak fogószerűen begörbülnek. Az elágazások a csomókon erednek.

## Életmódja
A vörös szarumoszat az árapályzónában és a sekély vízben nagyobb moszatokon, sziklákon él.